# Sessions for Robert J
Sessions for Robert J ist das 16. Studioalbum von Eric Clapton. Es erschien 2004 und ist eine Hommage an Robert Johnson. Außerdem wurde eine gleichnamige DVD und EP veröffentlicht.

## Inhalt
Auf diesem Album sind weitere und unveränderte Aufnahmen der Me-and-Mr.-Johnson-Sessions enthalten: From Four 'Til Late, Terraplane Blues, Ramblin' on My Mind, Sweet Home Chicago und Stones in My Passway. Außerdem wurden andere Versionen der Songs im Akustikduett von Clapton und Bramhall II im Gebäude 508 Park Avenue in Dallas aufgenommen, in dem auch Johnson 1937 seine Songs aufgenommen hatte. Zwei der Akustik-Interpretationen und zwei E-Gitarren-Aufnahmen finden sich auf der EP.

## Titelliste
Alle Songs wurden von Robert Johnson geschrieben.
| 1. Sweet Home Chicago – 5:17 2. Milkcow’s Calf Blues – 3:49 3. Terraplane Blues – 3:36 4. If I Had Possession Over Judgement Day – 3:23 5. Stop Breakin’ Down Blues – 2:56 6. Little Queen of Spades – 5:27 7. Traveling Riverside Blues – 4:26 8. Me and the Devil Blues – 2:50 9. From Four Until Late – 3:01 10. Kind Hearted Woman Blues – 5:39 11. Ramblin’ on My Mind – 2:42 1. Sweet Home Chicago – 5:15 2. Terraplane Blues – 3:35 3. Traveling Riverside Blues – 4:24 4. Ramblin’ on My Mind – 2:42 | 1. Kind Hearted Woman Blues 2. They're Red Hot 3. Hell Hound on My Trail 4. Sweet Home Chicago 5. When You Got a Good Friend 6. Milkcow's Calf Blues 7. If I Had Possession Over Judgement Day 8. Stop Breakin' Down Blues 9. Terraplane Blues 10. Hell Hound on My Trail 11. Me and the Devil Blues 12. From Four Until Late 13. Love in Vain 14. Ramblin’ on My Mind 15. Stones in My Passway 16. Love in Vain 17. Little Queen of Spades 18. Traveling Riverside Blues |

## Rezeption
Allmusic-Kritiker Thom Jurek lobte die Akustik-Interpretation von Terraplane Blues als das „beste“ Stück des Albums. Er vergab drei von fünf möglichen Bewertungseinheiten für das Album. Darryl Sterdan von CANOE favorisierte die Aufnahmen der Sessions for Robert J gegenüber denen auf Me and Mr. Johnson. Das Album erreichte Platz 1 der Top-Blues-Album-Charts und platzierte sich auf Rang 172 der Billboard 200. In Österreich positionierte sich das Album auf Rang 74.

## Verkaufszahlen
| Land / Verband | Auszeichnung | Verkäufe | Quelle |
| -------------- | ------------ | -------- | ------ |
| Japan (RIAJ)   | –            | 33.105+  | [ 7 ]  |